# Karl Feist

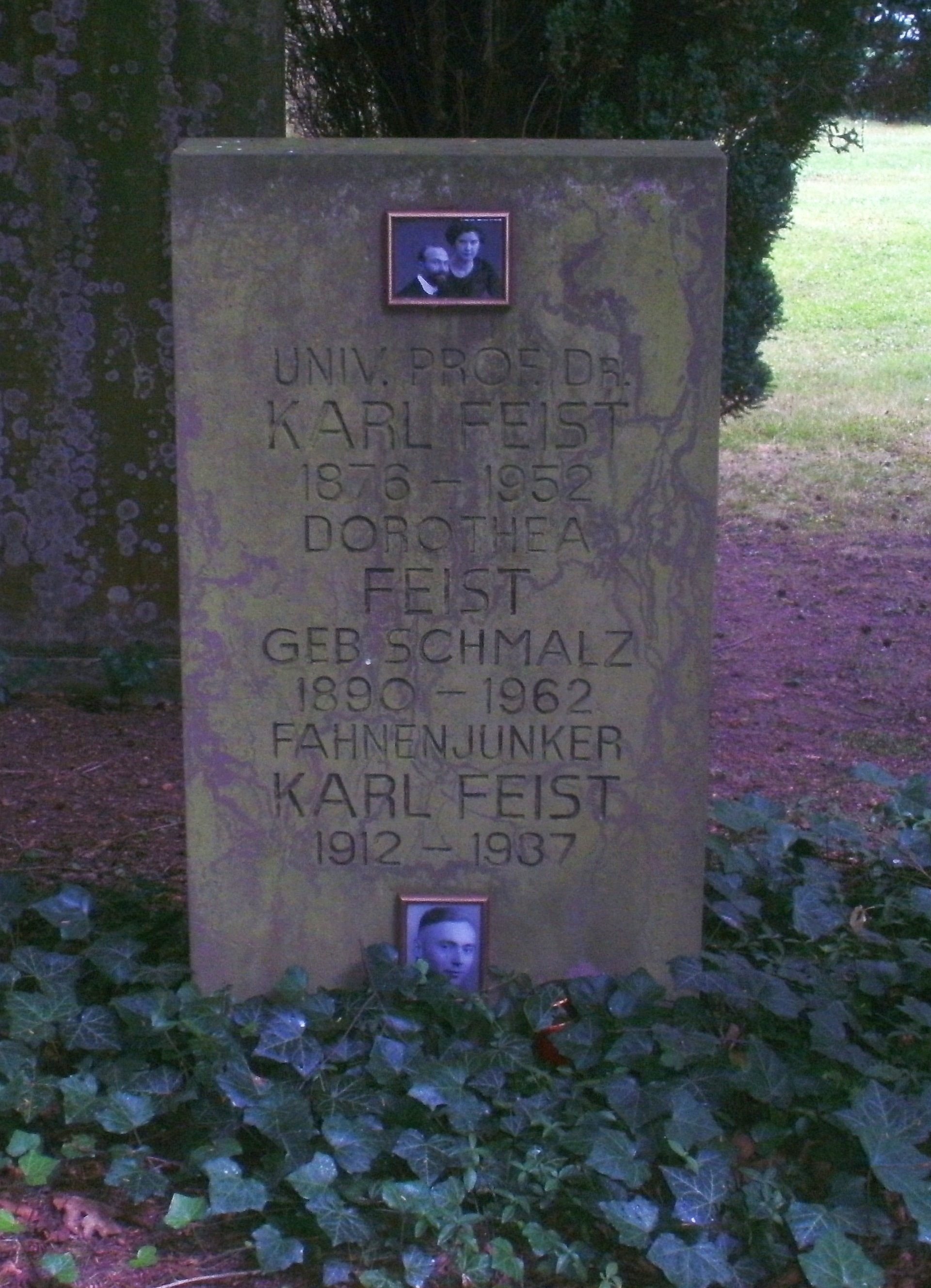
Stadtfriedhof Göttingen, Grab von Karl Feist

Karl Feist, vollständig Eduard Richard Karl Feist, (* 9. Mai 1876 in Nordhausen; † 20. Februar 1952 in Göttingen) war ein deutscher Pharmazeut und Lebensmittelchemiker.

## Leben
Feist war der Sohn eines Brennereibesitzers in Nordhausen, arbeitete in Apotheken, zeitweise auch in den USA, und studierte Pharmazie und Chemie einschließlich Lebensmittelchemie an der Universität Marburg bei Ernst Schmidt. Er promovierte 1901 und habilitierte sich 1907 in Breslau bei Johannes Gadamer, wurde Oberassistent in Marburg, seit 1912 Abteilungsvorstand für Pharmazeutische Chemie in Gießen und nahm 1914 bis 1918 als Marineapotheker am Ersten Weltkrieg teil. 1919 folgte seine Berufung als persönlicher Ordinarius und Nachfolger von Carl Mannich an die Universität Göttingen. Dort gründete er ein selbständiges Chemisch-pharmazeutisches Institut. Im November 1933 unterzeichnete er das Bekenntnis der deutschen Professoren zu Adolf Hitler. 1938 wurde im Zuge der Einsparung pharmazeutischer Lehrstühle sein Lehrstuhl aufgehoben. Feist hatte auch offen gegen den Nationalsozialismus opponiert. Erst 1946 setzte er seine Lehrtätigkeit fort.
Feists wissenschaftliche Verdienste liegen vor allem auf den Gebieten der Alkaloidchemie und der Arzneistoffsynthese. So untersuchte er Naturstoffe wie die Berberitze.